# آقای بلاندن شگفت‌انگیز (فیلم ۱۹۷۲)
آقای بلاندن شگفت‌انگیز (به انگلیسی: The Amazing Mr. Blunden) فیلمی محصول سال ۱۹۷۲ و به کارگردانی لایونل جفریس است. در این فیلم بازیگرانی همچون لورنس نیسمیت، لین فردریک، گری میلر، روزالین لاندور، مارک گرانگر، دایانا دورس، مدلین اسمیت، جیمز ویلرز، دیوید لاج، گراهام کراودن و پل ادینگتون ایفای نقش کرده‌اند.